# Dallenwil
Dallenwil is een gemeente en plaats in het Zwitserse kanton Nidwalden.
Dallenwil telt 1756 inwoners.
Beckenried · Buochs · Dallenwil · Emmetten · Ennetbürgen · Ennetmoos · Hergiswil · Oberdorf · Stans · Stansstad · Wolfenschiessen
- Gemeinsame Normdatei: 4293656-1
- Historisch woordenboek van Zwitserland: 000749
- Library of Congress Control Number: nr94027045
- MusicBrainz: fe8bf086-6546-41d4-a98b-ade0fa9b42c5
- Nationale Bibliotheek van Israël: 987007540320105171
- Virtual International Authority File: 147025175